# Petit-Rœulx-lez-Braine
Petit-Rœulx-lez-Braine is een dorp in de Belgische provincie Henegouwen, en een deelgemeente van de Waalse stad 's-Gravenbrakel. Tot 1 januari 1977 was het een zelfstandige gemeente.

## Bezienswaardigheden
- De Sint-Jan-de-Doperkerk (Église Saint-Jean=Baptiste) is een classicistisch bouwwerk van 1777.

## Natuur en landschap
Petit Roeulx-lez-Braine ligt aan de Brainette die westwaarts naar de Zenne stroomt. De hoogte aan de kerk bedraagt 68 meter.

## Demografische ontwikkeling
- Bronnen:NIS, Opm:1831 tot en met 1970=volkstellingen, 1976= inwoneraantal op 31 december

## Nabijgelegen kernen
's-Gravenbrakel, Steenkerque, Horrues